# Kikwit
Kikwit er den største by i Kwiluprovinsen i den sydvestlige del af Demokratiske Republik Congo, med et indbyggertal på omkring 
458.000 (2017). Byen er et vigtigt kommercielt og administrativt centrum i Congo.
Kikwit er hjemsted for et stadion og er kendt for sine traditionelle danse, især Bapende danserne, hvis geografiske oprindelse er centreret om landsbyen Gungu. Bapende-dansere bærer ofte traditionelle kostumer bestående af farverige masker og påklædning lavet af raffia.

## Historie
I 1995 var der et kraftigt udbrud af dødelig Ebolavirus i byen.